# Christopher Ryan
Christopher Ryan (Edinburgh, 1954. január 21. –) brit nyelvész. Az Eötvös Loránd Tudományegyetem Bölcsészettudományi Kar Angol–Amerikai Intézet docense.

## Tanulmányai
Az Edinburgh-i Egyetemen diplomázott alkalmazott nyelvészetből.

## Oktatás és munkássága
1997-ben megbízták az ELTE BTK Angol–Amerikai Intézet Angol Nyelvpedagógia Tanszék vezetésével, miután Medgyes Péter lemondott.
Az ELTE BTK Angol–Amerikai Intézetben oktat módszertani kurzusokat.
Számos angol nyelvoktatással kapcsolatos könyv társszerzője (többek közt: Bluebird – Teacher’s Book).

## Publikációk
- Medgyes, P., & Ryan, C. (1994). The Integration of Academic Writing Skills with other Curriculum Components in Teacher Education (Paper delivered to RELC Conference, Singapore)
- Ryan, C. (1996). The delights and dangers of curricular reform. In: Medgyes, P. and A. Malderez (eds.), Changing perspectives in teacher education. Oxford: Heinemann.
- Ryan, C. (1997). "The delights and dangers of curricular revolution" Ch 2 of Medgyes & Malderez (Eds) Changing Perspectives in Teacher Education, Heinemann
- Ryan, C. (1997). Judgemental feedback in the Mentor-Trainee relationship. NovELTy 4/2
- Ellis, M., Laidlaw, C. Ryan, C. & Medgyes, P. (1998). Criss Cross Beginner's Level. Max Hueber Verlag.